# Abraham Fischer
Abraham Fischer (Kaapstad, 9 april 1850 - aldaar, 13 november 1913) was een Zuid-Afrikaans politicus. Hij was de enige premier van de Oranjerivierkolonie en diende voor een korte tijd als minister van Binnenlandse Zaken van de Unie van Zuid-Afrika onder het Kabinet-L.Botha.

## Biografie
Fischer studeerde rechten in Kaapstad en begon zijn rechterlijke carrière als procureur in Kimberley. Vanaf 1875 diende hij als procureur en advocaat in Bloemfontein in de Oranje Vrijstaat, waar hij bevriend raakte met de latere president Marthinus Theunis Steyn en de latere premier James Barry Munnik Hertzog.
Op 9 januari 1879 werd hij verkozen tot lid van de Volksraad van de Oranje Vrijstaat voor Philippolis en later voor Smithfield. In de aanloop van de Tweede Boerenoorlog probeerde hij tevergeefs de vrede te bewaren en tijdens de oorlog was hij de leider van de delegatie die in Europa en Amerika diplomatieke steun voor de Boerenrepublieken probeerde te regelen.
Na de oorlog werd Fischer in 1907 de eerste en enige premier van de Oranjerivierkolonie. Hij speelde een belangrijke rol in de Uniewording en diende voor een korte tijd als minister van Binnenlandse Zaken van de Unie van Zuid-Afrika onder het Kabinet-L.Botha. Hij overleed op 13 november 1913 in Kaapstad.
Fischer was de grootvader van anti-apartheidsactivist Bram Fischer.